# Martine Ek Hagen
Martine Ek Hagen (* 4. April 1991 in Enebakk) ist eine ehemalige norwegische Skilangläuferin.

## Werdegang
Hagen nahm bis 2011 an Juniorenrennen teil. Bei den Juniorenweltmeisterschaften 2011 in Otepää holte sie Gold mit der Staffel und Silber im Skiathlon. Seit 2011 trat sie überwiegend beim Scandinavian Cup an, bei den sie in der Saison 2011/12 vier Siege holte und damit die Gesamtwertung gewann. Ihr erstes Weltcuprennen lief sie im Februar 2011 in Drammen, welches sie auf dem 30. Platz über 10 km klassisch beendete. Bei den U23-Weltmeisterschaften 2012 in Erzurum gewann sie Gold im Skiathlon und Bronze über 10 km klassisch. Im November 2012 holte sie in Gällivare mit der Staffel ihren ersten Weltcupsieg. Anfang 2013 gewann sie im Scandinavian Cup in Östersund zwei Rennen über 10 km. Bei den nordischen Skiweltmeisterschaften 2013 im Val di Fiemme erreichte sie den 32. Platz über 10 km Freistil. In der Saison 2013/14 kam sie beim Scandinavian Cup dreimal aufs Podest darunter zwei Siege. Bei den U23-Weltmeisterschaften 2014 in Val di Fiemme holte sie Gold im Skiathlon und über 10 km klassisch. Die Saison beendete sie auf dem zweiten Platz in der Gesamtwertung im Scandinavian Cup. Zum Beginn der folgenden Saison belegte sie den 13. Platz bei der Nordic Opening in Lillehammer. Im Januar 2015 erreichte sie in Rybinsk im Skiathlon ihren ersten Weltcupsieg, nachdem die ursprünglich Erstplatzierte Julija Wladimirowna Tschekaljowa nachträglich wegen Dopings disqualifiziert wurde. Bei den nordischen Skiweltmeisterschaften 2015 in Falun kam sie auf den 12. Platz im Skiathlon und im 30 km klassisch Massenstartrennen. Die Saison beendete sie auf dem achten Rang im Distanzweltcup.
In der Saison 2015/16 ging sie im Weltcup beim Nordic Opening in Ruka an den Start, belegte dort die Plätze 34 und 22, beendete die letzte Etappe jedoch nicht. Auch das nächste Weltcuprennen in Lillehammer beendete sich nicht und hatte folglich mit Verletzungen und Krankheiten zu kämpfen. Nachdem sie fast ein Jahr lang kein einziges Rennen absolviert hatte, gab sie Anfang 2018 ihr Comeback bei den norwegischen Meisterschaften. Beim 30 km Massenstart in Oslo nahm sie zum ersten Mal seit 2015 wieder an einem Weltcuprennen teil und belegte den 25. Platz.
Im April 2018 erklärte sie schließlich ihr Karriereende.

## Erfolge

### Weltcupsiege im Einzel
| Nr. | Datum           | Ort     | Disziplin       |
| --- | --------------- | ------- | --------------- |
| 1.  | 25. Jänner 2015 | Rybinsk | 15 km Skiathlon |

### Weltcupsiege im Team
| Nr. | Datum             | Ort       | Disziplin          |
| --- | ----------------- | --------- | ------------------ |
| 1.  | 25. November 2012 | Gällivare | 4 × 5 km Staffel 1 |

### Siege bei Continental-Cup-Rennen
| Nr. | Datum             | Ort       | Disziplin                       | Serie            |
| --- | ----------------- | --------- | ------------------------------- | ---------------- |
| 1.  | 17. Dezember 2011 | Vuokatti  | 10 km klassisch Individualstart | Scandinavian Cup |
| 2.  | 15. Januar 2012   | Åsarna    | 10 km klassisch Individualstart | Scandinavian Cup |
| 3.  | 20. Januar 2012   | Nes       | 10 km Freistil Individualstart  | Scandinavian Cup |
| 4.  | 9. Februar 2012   | Madona    | 15 km Freistil Massenstart      | Scandinavian Cup |
| 5.  | 4. Januar 2013    | Östersund | 10 km klassisch Individualstart | Scandinavian Cup |
| 6.  | 6. Januar 2013    | Östersund | 10 km Freistil Individualstart  | Scandinavian Cup |
| 7.  | 7. Februar 2014   | Meråker   | 10 km Freistil Individualstart  | Scandinavian Cup |
| 8.  | 20. Februar 2014  | Madona    | 10 km Freistil Individualstart  | Scandinavian Cup |

### Medaillen bei nationalen Meisterschaften
- 2011: Silber im Teamsprint
- 2012: Gold im Teamsprint, Bronze über 10 km, Bronze mit der Staffel
- 2014: Gold im Teamsprint
- 2015: Gold im Teamsprint, Silber über 30 km
- 2016: Silber im Teamsprint

## Teilnahmen an Weltmeisterschaften
- 2013 Val di Fiemme: 32. Platz 10 km Freistil
- 2015 Falun: 12. Platz 15 km Skiathlon, 12. Platz 30 km klassisch Massenstart

## Platzierungen im Weltcup

### Weltcup-Statistik
Die Tabelle zeigt die erreichten Platzierungen im Einzelnen.
- 1.–3. Platz: Anzahl der Podiumsplatzierungen
- Top 10: Anzahl der Platzierungen unter den ersten zehn
- Punkteränge: Anzahl der Platzierungen innerhalb der Punkteränge
- Starts: Anzahl gelaufener Rennen in der jeweiligen Disziplin
- Hinweis: Bei den Distanzrennen erfolgt die Einordnung gemäß FIS.

| Platzierung         | Distanzrennen a | Distanzrennen a | Distanzrennen a | Distanzrennen a | Distanzrennen a | Skiathlon Verfolgung | Sprint | Etappen- rennen b | Gesamt | Team   | Team    |
| Platzierung         | ≤ 5 km          | ≤ 10 km         | ≤ 15 km         | ≤ 30 km         | > 30 km         | Skiathlon Verfolgung | Sprint | Etappen- rennen b | Gesamt | Sprint | Staffel |
| ------------------- | --------------- | --------------- | --------------- | --------------- | --------------- | -------------------- | ------ | ----------------- | ------ | ------ | ------- |
| 1. Platz            |                 |                 |                 |                 |                 | 1                    |        |                   | 1      |        | 1       |
| 2. Platz            |                 |                 |                 |                 |                 |                      |        |                   |        |        |         |
| 3. Platz            |                 |                 |                 |                 |                 |                      |        |                   |        |        | 1       |
| Top 10              | 3               | 4               |                 | 1               |                 | 2                    |        | 1                 | 11     |        | 4       |
| Punkteränge         | 5               | 12              |                 | 4               |                 | 6                    | 2      | 4                 | 33     |        | 4       |
| Starts              | 5               | 15              |                 | 5               |                 | 9                    | 8      | 4                 | 46     |        | 4       |
| Stand: Karriereende |                 |                 |                 |                 |                 |                      |        |                   |        |        |         |

### Weltcup-Gesamtplatzierungen
| Saison  | Gesamt | Gesamt | Distanz | Distanz | Sprint | Sprint |
| Saison  | Punkte | Platz  | Punkte  | Platz   | Punkte | Platz  |
| ------- | ------ | ------ | ------- | ------- | ------ | ------ |
| 2010/11 | 1      | 126.   | 1       | 92.     | -      | -      |
| 2011/12 | 148    | 47.    | 90      | 33.     | -      | -      |
| 2012/13 | 120    | 49.    | 80      | 37.     | -      | -      |
| 2013/14 | 86     | 58.    | 50      | 43.     | -      | -      |
| 2014/15 | 390    | 17.    | 344     | 8.      | 6      | 70.    |
| 2015/16 | 9      | 93.    | 9       | 68.     | -      | -      |
| 2017/18 | 6      | 97.    | 6       | 72.     | -      | -      |

## Persönliches
Martine Ek Hagen ist eine Cousine zweiten Grades von Heidi Weng, die ebenfalls Skilangläuferinnen ist.